# Temple d'Auguste (Pula)
Pour les articles homonymes, voir Temple d'Auguste.
Le temple d'Auguste (en croate : Augustov hram) est un temple romain prostyle tetrastyle corinthien édifié au début du Ier siècle (entre l'an 2 av. J.-C. et 14 ap. J.-C.), situé dans le centre de la ville côtière de Pula (appelée par les Romains Pola), en Croatie. Dédié à l'empereur romain Auguste, il a été probablement construit de son vivant, entre 2 av. J.C. et 14 ap. J.C., date de sa mort.

## Histoire

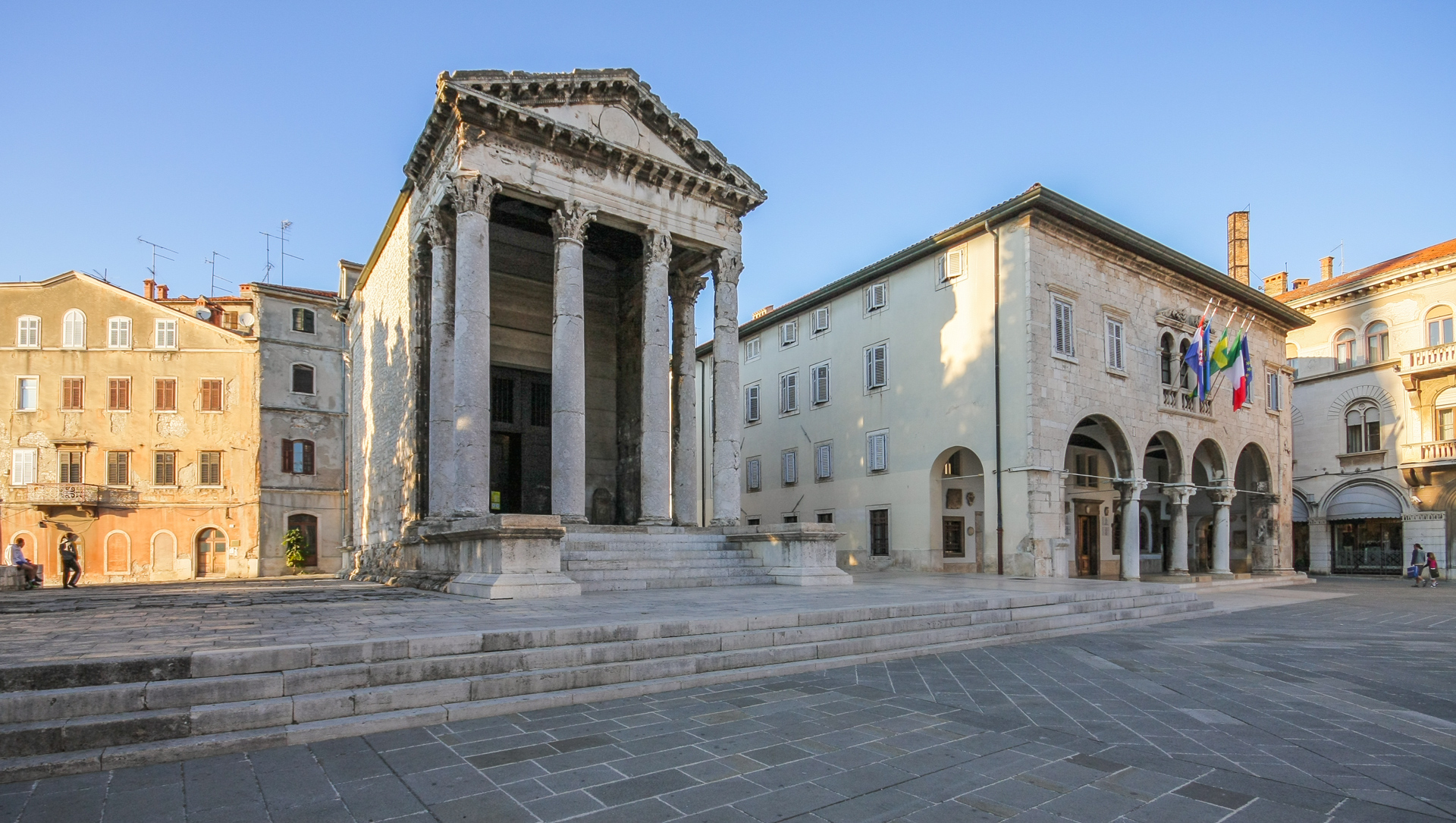
Le temple d'Auguste et le palais communal (Pula, Croatie).

Le temple faisait partie d'une triade constituée de trois temples. Le temple d'Auguste était situé à gauche d'un temple central plus grand ; à droite de celui-ci se tenait le temple (similaire à celui d'Auguste) de la déesse Diane. Bien que le temple central n'a pas survécu, on peut toujours voir l'arrière entier du temple de Diane (le mur du nord) car il a été incorporé au bâtiment du palais communal construit en 1296 qui se trouve juste à côté du temple d'Auguste (voir photos).

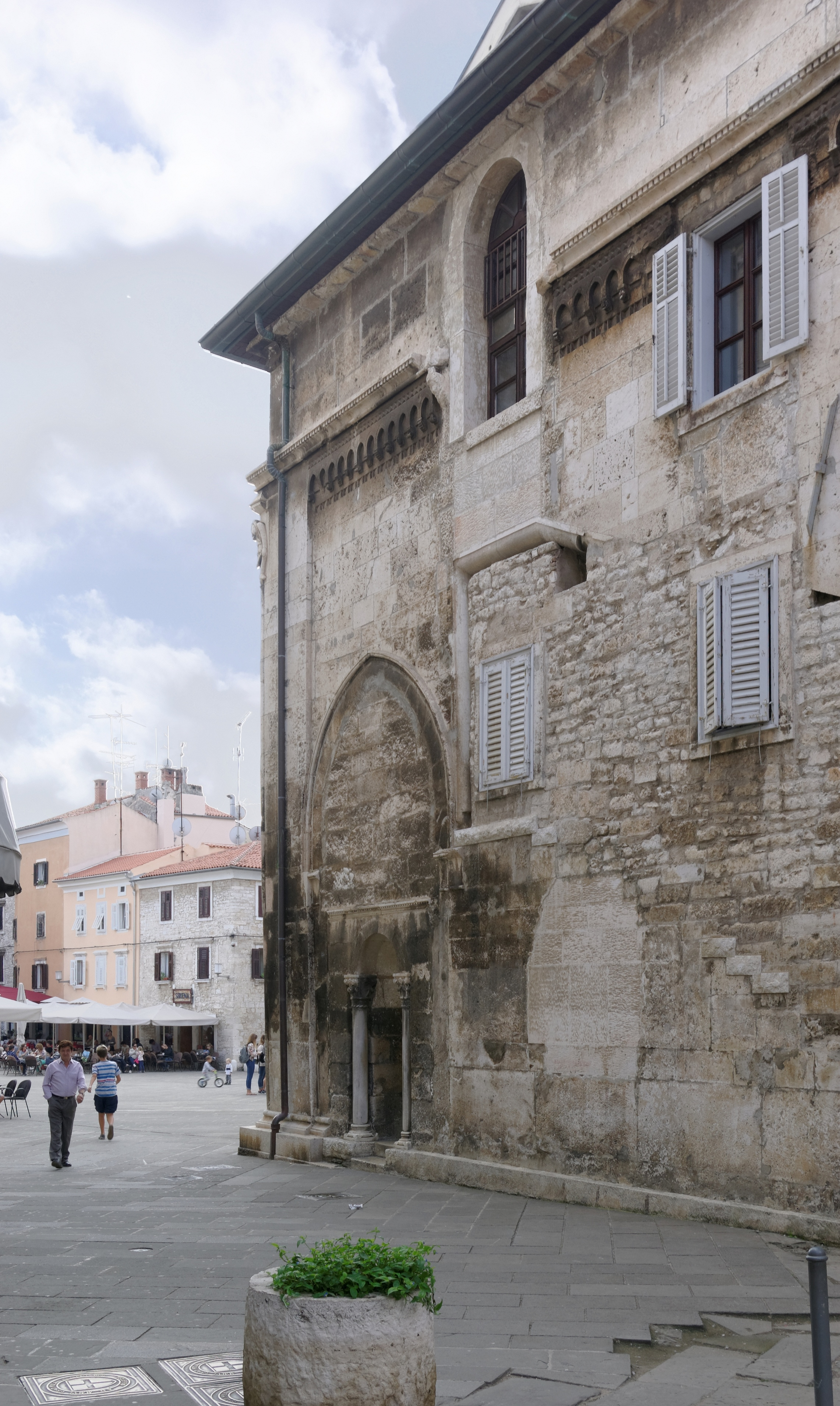
Le mur nord-est de l'ancien temple de Diane incorporé au palais communal (Pula).

Sous le gouvernement de Byzance, le temple d'Auguste est converti en une église - ce qui explique pourquoi il est toujours là - et plus tard en un grenier à blé. Durant un raid aérien des alliés en 1944, une bombe est tombée, qui l'a grandement endommagé ; il a été reconstitué en 1947. De nos jours, le temple est utilisé comme Musée lapidaire et expose des pièces de sculpture romaine,.

## Description

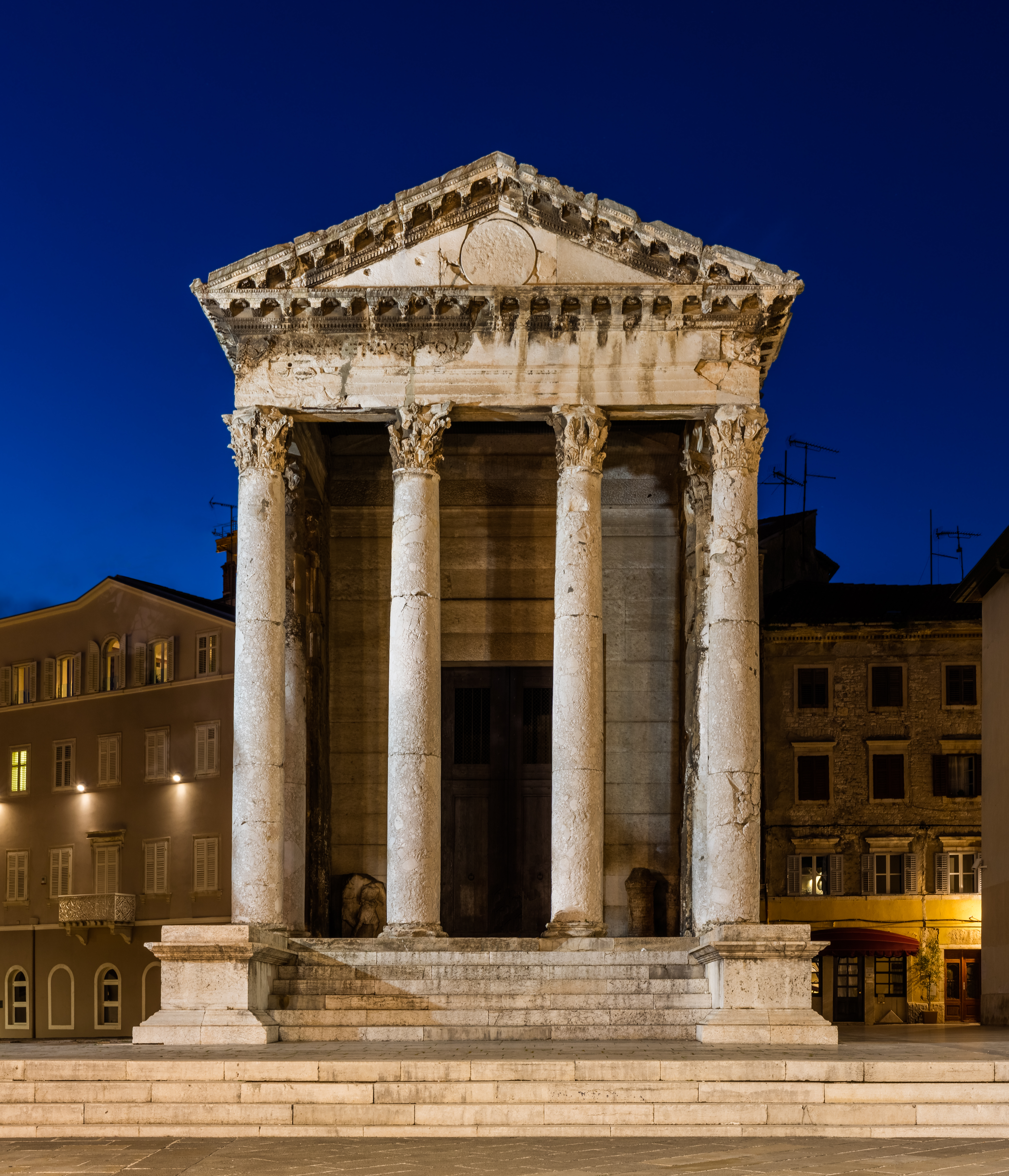
Vue de face en 2017.

Le temple a été érigé sur un podium avec un porche tétrastyle prostyle de colonnes corinthiennes. Les murs ont été bâtis selon la technique d'assemblage dite appareil isodome (opus isodomum).
Il mesure environ 8 mètres par 17,3 mètres. Sa frise richement décorée est semblable à celle d'un temple plus grand et plus ancien, celui de la Maison Carrée de Nîmes.

### La dédicace
La dédicace sur le temple était à l'origine composée avec des lettres en bronze fixées sur l'architrave. Aujourd'hui, seules les marques des fixations demeurent, et la plus grande partie du texte est partie avec le temps. Cependant, ce texte était une dédicace standard que l'on retrouve sur d’autres temples dédiés à Auguste, à savoir celle-ci :
ROMAE • ET • AVGVSTO • CAESARI • DIVI • F  • PATER  • PATRIAE
soit : « À Rome et à Auguste César, fils du divin [Jules César], père de la patrie »
Cette formulation est classique des débuts du culte impérial et se retrouve en Italie à Terracina et sur la première inscription du temple d'Auguste et de Livie à Vienne, en France.
La dédicace indique également que ce temple d'Auguste était aussi à l'origine dédié à la déesse romaine Roma, la personnification de la ville de Rome.

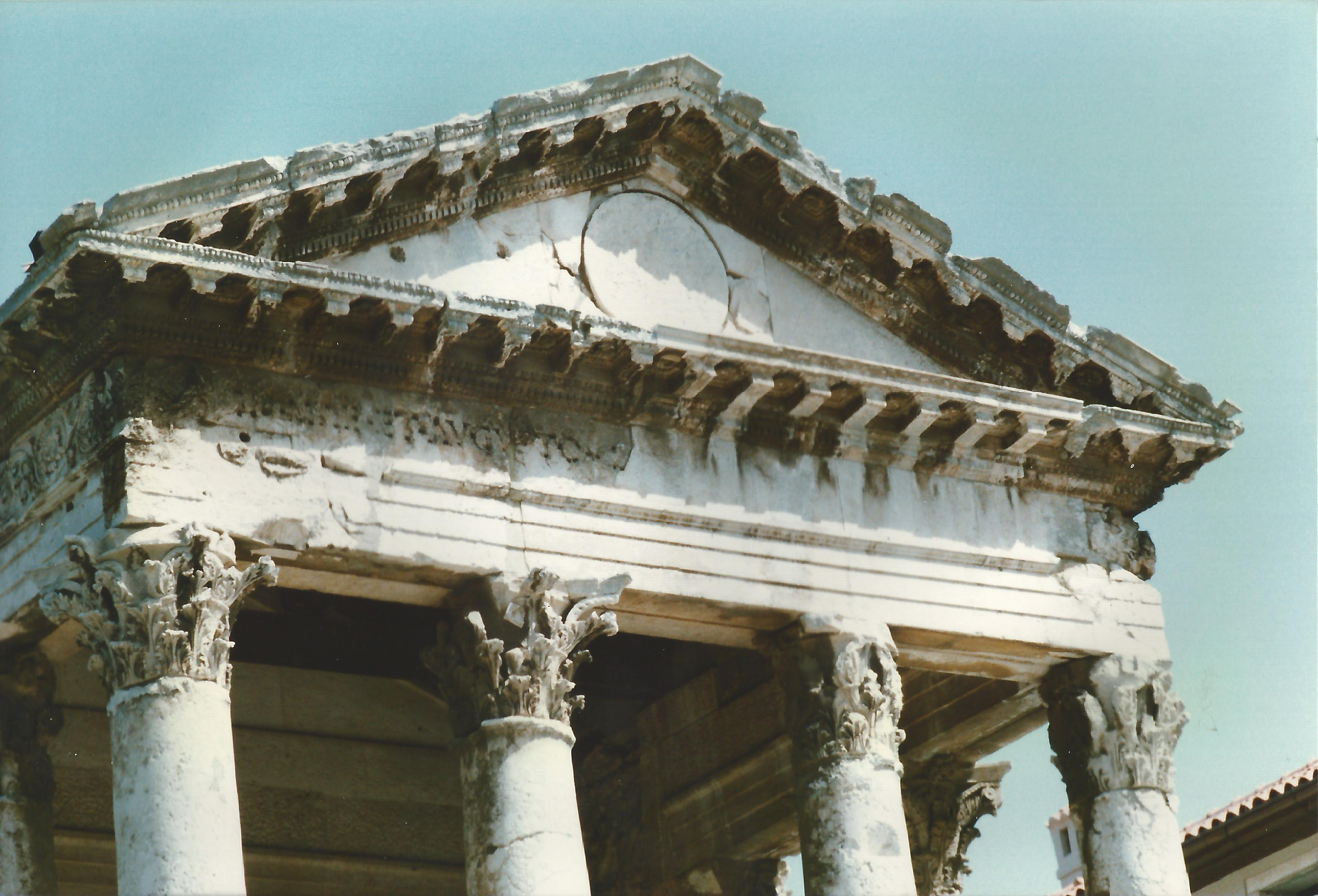
Temple d'Auguste à Pula (détail).

### La datation du temple
Contrairement aux temples plus récents tels que celui de d'Auguste à Rome, il n'a pas été dédicacé au « divus » (divin) Auguste. Auguste a reçu le qualificatif de divin après sa mort et après son apothéose (cérémonie qui élevait le défunt au rang des dieux) en 14 ap. J.-C.. Le titre honorifique « Pater Patriae » de la dédicace a été attribué à Auguste à partir du 5 février 2 av. J.-C. J.C., ce qui donne la date inférieure de la dédicace. Cela a permis aux archéologues de dater le temple entre l'an 2 av. J.-C. et 14 ap. J.-C..